# Michael Žantovský
Michael Žantovský (* 3. ledna 1949 Praha) je český překladatel z angličtiny, tlumočník, psycholog, publicista, spisovatel, textař, politik a diplomat, bývalý velvyslanec ČR ve Spojených státech amerických, Izraeli a Velké Británii.
Od září 2015 do května 2023 byl ředitelem Knihovny Václava Havla.

## Život

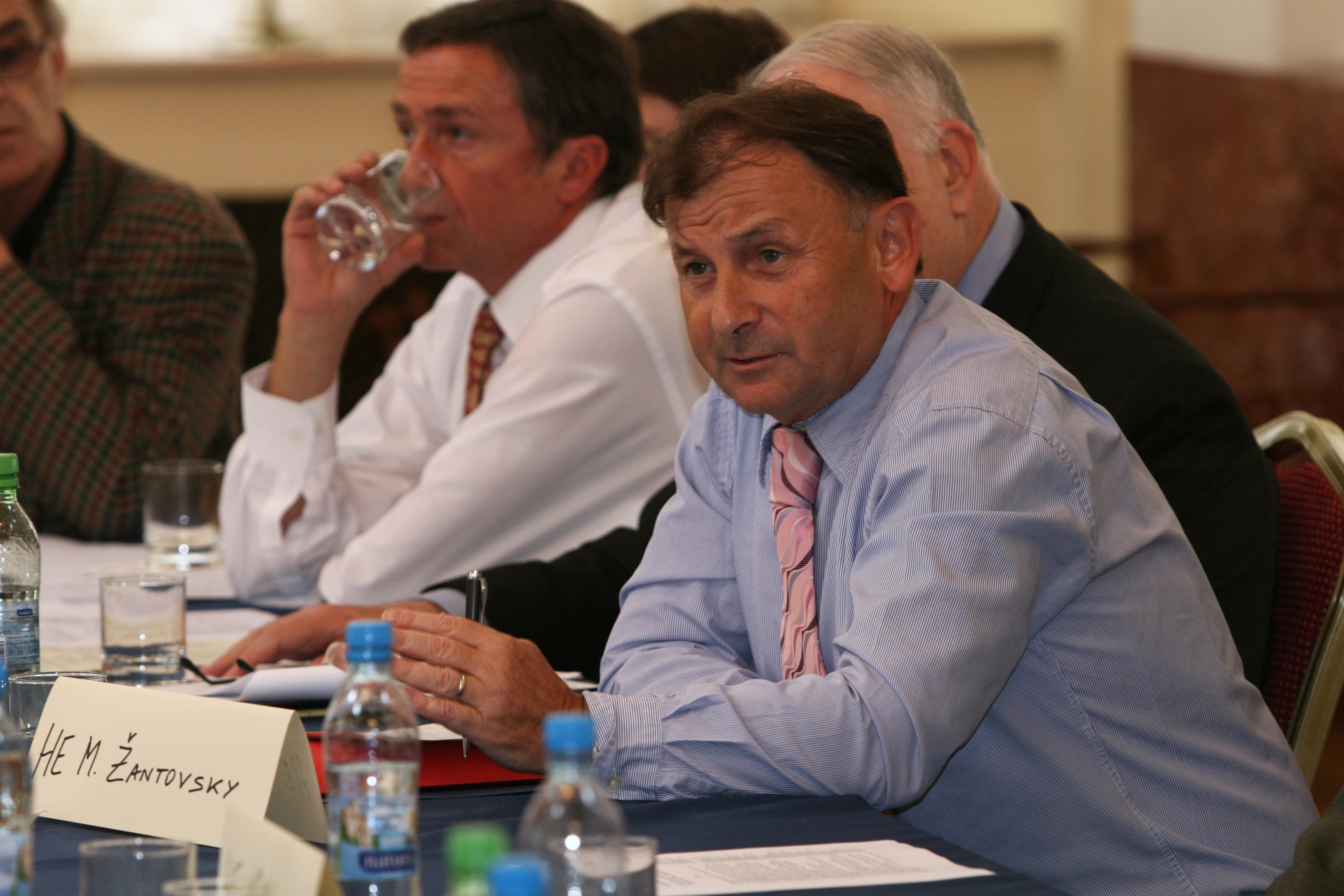
Michael Žantovský v roce 2007

Žantovského rodiče byli literární historik a někdejší přednosta kulturně-politického oddělení na Ministerstvu informací a osvěty Jiří Žantovský (1909–2000) a překladatelka z angličtiny Hana Žantovská (1921–2004, rozená Eislerová, za války persekvovaná pro židovský původ). Starší sestra Irena (* 1946), provdaná Murray, po srpnu 1968 emigrovala do Kanady a pracovala jako knihovnice; v letech 2004–2013 ředitelka Britské architektonické knihovny Královského institutu britských architektů.
Michael Žantovský v letech 1967–1973 vystudoval Filozofickou fakultu Univerzity Karlovy, obor psychologie, mezi lety 1968 a 1969 byl na studijním pobytu na McGill University v Montrealu. V letech 1973–1980 pracoval ve Výzkumném ústavu psychiatrickém při bohnické léčebně, kde se zabýval psychologií motivace a sexuálního chování. V roce 1980 z výzkumného ústavu odešel a byl na volné noze jako překladatel, tlumočník, autor písňových textů (např. pro Pavla Bobka, Petra Nováka, Karla Zicha) a publicista, v období 1988–1989 pracoval pro agenturu Reuters jako pražský dopisovatel.
Je podruhé ženatý. S první ženou, novinářkou Kristinou Žantovskou, mají děti Ester (* 1980, teatroložka a překladatelka) a Jonáše (* 1984, asistent produkce a režie); s druhou ženou, fotografkou Janou Nosekovou-Žantovskou, mají syna Davida (* 2001) a dceru Rebeku (* 2003).

## Politická a diplomatická kariéra
V roce 1989 patřil k zakládajícím členům Občanského fóra; fungoval také jako jeho tiskový mluvčí. Léta 1990 se stal tiskovým mluvčím a poradcem prezidenta České republiky Václava Havla. Od roku 1992 do roku 1997 působil jako velvyslanec České republiky (v roce 1992 Československa) ve Spojených státech amerických.
V roce 1996 vstoupil do Občanské demokratické aliance, ve které byl v roce 1997 (od března, kdy z funkce po skandálu s neoprávněným užíváním titulu odstoupil Jan Kalvoda, do listopadu, kdy ho ve funkci nahradil Jiří Skalický) a v letech 2001–2002 předsedou.
Ve volbách na podzim roku 1996 byl za ODA zvolen do Senátu Parlamentu ČR, kde pracoval ve funkci předsedy Výboru pro zahraniční věci, obranu a bezpečnost. Jako senátor byl mimo jiné jedním z iniciátorů a předkladatelů Zákona o svobodném přístupu k informacím. Jeho senátorský mandát vypršel 23. listopadu 2002, kdy již ve volbách nekandidoval; dle dostupných informací byla ve funkčním období 1998 až 2000 jeho přítomnost na hlasování 65% (z 1 366 hlasování nepřítomen na 474) a ve funkčním období 2000 až 2002 činila 49 % (z 1254 hlasování nepřítomen na 640).
V období 2003 až 2009 působil jako velvyslanec České republiky v Izraeli. Pověřovací listiny odevzdal 9. února 2004. Od října 2009 do srpna 2015 byl velvyslancem ve Spojeném království Velké Británie a Severního Irska.
Od července 2012 byl předsedou správní rady Aspen Institute Prague a členem správní rady Aspen Institute; od června 2019 je čestným předsedou správní rady Aspen Institute Central Europe. Je nositelem České a slovenské transatlantické ceny za rok 2016 a nositelem Medaile ministra zahraničních věcí Za zásluhy o diplomacii za rok 2019.
Od září 2018 je členem správní rady nadace Sekyra Foundation, kterou založil developer Luděk Sekyra.
Ve volbách do Senátu PČR v roce 2020 kandidoval jako společný kandidát TOP 09, ODS a hnutí STAN v obvodu č. 21 – Praha 5. V prvním kole získal 39,63 % hlasů, a postoupil tak z 1. místa do druhého kola, v němž se utkal s kandidátem hnutí Senátor 21, Pirátů, KDU-ČSL, Zelených a LES Václavem Láskou, který obdržel 37,44 % hlasů. Ve druhém kole však prohrál poměrem hlasů 45,62 % : 54,37 %, a senátorem se tak nestal.
V květnu 2023 se stal jedním ze zahraničně-politických poradců prezidenta Petra Pavla.

## Názory a postoje
Kritizoval ministra zahraničí Tomáše Petříčka, ministra kultury Lubomíra Zaorálka a bývalého ministra zahraničí Karla Schwarzenberga za jejich společné prohlášení z 23. května 2020, ve kterém odsoudili plánovanou izraelskou anexi židovských osad, které Izrael od roku 1967 vybudoval na okupovaném Západním břehu Jordánu, což je území, se kterým Palestinci počítají pro svůj budoucí stát Palestina. Podle Žantovského „Výhrady vůči politice přátel či spojenců se obvykle tlumočí tradičně diskrétními diplomatickými metodami.“
Jako jeden z programových bodů pro volby do Senátu v roce 2020 označil dostupnost bydlení; uvedl k tomu: „Domnívám se, že ceny bytů v Praze dostoupily výše, která není únosná, a jedním z důvodů této situace je, že se nestaví. Musí se najít cesta, jak stavět i dostupné bydlení, a to především na družstevním základě. K tomu jsou na Praze 5 a Praze 13 velmi dobré podmínky. Tím se chci zabývat.“

## Literární dílo
Jako překladatel z angličtiny se zaměřoval zejména na moderní prózu a drama (například James Arthur Baldwin, Edgar Lawrence Doctorow, Nadine Gordimerová, Joseph Heller, Norman Mailer, Toni Morrisonová, Tom Stoppard); překládal povídky a filmy Woodyho Allena, o kterém také napsal monografii; krom toho překládal také nebeletristickou literaturu (kupř. knihy Madeleine Albrightové či Henryho Kissingera).
Spolu se svou první ženou napsal divadelní hru Hladové krky (1985).
Mimo to je také autorem doslovů a medailonků spisovatelů a mnoha článků i esejů a spoluautorem (s Oldřichem Kužílkem) knihy Svobodný přístup k informacím v právním řádu České republiky (2002).
Je pravidelným komentátorem domácího i světového dění pro česká i světová media, např. Deník N, Aktuálně.cz, Aspen Review Central Europe či World Affairs Journal.
Pod pseudonymem Daniel Wolf vydal román Ochlazení. Špionážní thriller z blízké budoucnosti (2008), v roce 2016 vyšel v druhém vydání již pod autorovým jménem.
Z hebrejštiny přeložil knihu Příběh o lásce a tmě izraelského spisovatele Amose Oze.
Je autorem biografie Václava Havla Havel, která vyšla roku 2014 nejprve v angličtině a poté i v češtině a v řadě dalších jazyků. Kniha získala v kategorii biografie literární cenu Český bestseller.
V dubnu 2023 mu vyšla humorně pojatá kniha vzpomínek S prominutím řečeno, prodchnutá vtípky a příběhy skutečnými i smyšlenými („pravdou i pábením“).

## Ocenění
- laureát České a slovenské transatlantické ceny 2016
- laureát medaile Ministra zahraničních věcí "Za zásluhy o diplomacii" 2019
- čestný občan Prahy 6
- laureát Stříbrné medaile předsedy Senátu 2024[17]
- laureát Medaile Karla Kramáře 2024[18]